# Villefollet
Villefollet é uma comuna francesa na região administrativa da Nova Aquitânia, no departamento de Deux-Sèvres. Estende-se por uma área de 13,04 km². Em 2010 a comuna tinha 225 habitantes (densidade: 17,3 hab./km²).